# ميكمينفيل
ميكمينفيل، أوريغون
هي مدينة في ولاية أوريغون الأمريكية

## التركيبة السكانية
حدّد مكتب تعداد الولايات المتحدة بيانات التركيبة السكانية لميكمينفيل في تعداد الولايات المتحدة. في ما يلي، التركيبة السكانية حسب تعدادي 2000 و2010.

### تعداد عام 2000
بلغ عدد سكان ميكمينفيل 26,499 نسمة بحسب تعداد عام 2000، وبلغ عدد الأسر 9,367 أسرة وعدد العائلات 6,462 عائلة مقيمة في المدينة. في حين سجلت الكثافة السكانية 967.5 نسمة لكل كيلومتر مربع (2,505.8/ميل2). وبلغ عدد الوحدات السكنية 9,834 وحدة بمتوسط كثافة قدره 359 لكل كيلومتر مربع (929.8/ميل2).
وتوزع التركيب العرقي للمدينة بنسبة 86.39% من البيض و0.68% من الأمريكيين الأفارقة و1.39% من الأمريكيين الأصليين و1.25% من الأمريكيين ذوي الأصول الآسيوية و0.18% من سكان جزر المحيط الهادئ و7.26% من الأعراق الأخرى و2.86% من عرقين مختلطين أو أكثر و14.64% من الهسبانيون أو اللاتينيون من أي عرق.
بلغ عدد الأسر 9,367 أسرة كانت نسبة 38.3% منها لديها أطفال تحت سن الثامنة عشر تعيش معهم، وبلغت نسبة الأزواج القاطنين مع بعضهم البعض 53.5% من أصل المجموع الكلي للأسر، ونسبة 10.8% من الأسر كان لديها معيلات من الإناث دون وجود شريك، بينما كانت نسبة 4.7% من الأسر لديها معيلون من الذكور دون وجود شريكة وكانت نسبة 31% من غير العائلات. تألفت نسبة 23.9% من أصل جميع الأسر من عدة أفراد يعيشون في نفس المنزل ونسبة 11.5% كانت تتألف من شخص يعيش بمفرده يبلغ من العمر 65 عاماً أو أكثر. وبلغ متوسط حجم الأسرة المعيشية 2.66، أما متوسط حجم العائلات فبلغ 3.13.
بلغ العمر الوسطي للسكان 31.5 عاماً. وكانت نسبة 26.2% من القاطنين تحت سن الثامنة عشر، وكانت نسبة 10.8% بين الثامنة عشر والرابعة والعشرين عاماً، ونسبة 26.2% كانت واقعةً في الفئة العمرية ما بين الخامسة والعشرين والرابعة والأربعين عاماً، ونسبة 17.7% كانت ما بين الخامسة والأربعين والرابعة والستين، ونسبة 13% كانت ضمن فئة الخامسة والستين عاماً فما فوق. يوجد لكل 100 أنثى 94.2 ذكر، ويوجد لكل 100 أنثى في الثامنة عشر من عمرها فما فوق 91.0 ذكر.
بلغ متوسط دخل الأسرة في المدينة 38,953 دولارًا، أما متوسط دخل العائلة فبلغ 44,013 دولارًا. وكان متوسط دخل الذكور 33,517 دولارًا مقابل 24,405 دولارًا للإناث. وسجل دخل الفرد الخاص بالمدينة 17,085 دولارًا. وكانت نسبة 8.2% من العائلات ونسبة 12.9% من السكان تحت خط الفقر، وكان من هؤلاء نسبة 14.8% تحت سن الثامنة عشر ونسبة 7.8% في الخامسة والستين من العمر وما فوق.

### تعداد عام 2010
بلغ عدد سكان ميكمينفيل 32,187 نسمة بحسب تعداد عام 2010، وبلغ عدد الأسر 11,674 أسرة وعدد العائلات 7,779 عائلة مقيمة في المدينة. في حين سجلت الكثافة السكانية 1,175.1 نسمة لكل كيلومتر مربع (3,043.5/ميل2). وبلغ عدد الوحدات السكنية 12,389 وحدة بمتوسط كثافة قدره 452.3 لكل كيلومتر مربع (1,171.5/ميل2).
وتوزع التركيب العرقي للمدينة بنسبة 82.19% من البيض و0.72% من الأمريكيين الأفارقة و1.25% من الأمريكيين الأصليين و1.53% من الأمريكيين ذوي الأصول الآسيوية و0.19% من سكان جزر المحيط الهادئ و10.65% من الأعراق الأخرى و3.46% من عرقين مختلطين أو أكثر و20.60% من الهسبانيون أو اللاتينيون من أي عرق.
بلغ عدد الأسر 11,674 أسرة كانت نسبة 35.5% منها لديها أطفال تحت سن الثامنة عشر تعيش معهم، وبلغت نسبة الأزواج القاطنين مع بعضهم البعض 48.2% من أصل المجموع الكلي للأسر، ونسبة 13% من الأسر كان لديها معيلات من الإناث دون وجود شريك، بينما كانت نسبة 5.4% من الأسر لديها معيلون من الذكور دون وجود شريكة وكانت نسبة 33.4% من غير العائلات. تألفت نسبة 26.4% من أصل جميع الأسر من عدة أفراد يعيشون في نفس المنزل ونسبة 12.4% كانت تتألف من شخص يعيش بمفرده يبلغ من العمر 65 عاماً أو أكثر. وبلغ متوسط حجم الأسرة المعيشية 2.61، أما متوسط حجم العائلات فبلغ 3.14.
بلغ العمر الوسطي للسكان 34.0 عاماً. وكانت نسبة 25.8% من القاطنين تحت سن الثامنة عشر، وكانت نسبة 12.7% بين الثامنة عشر والرابعة والعشرين عاماً، ونسبة 24.7% كانت واقعةً في الفئة العمرية ما بين الخامسة والعشرين والرابعة والأربعين عاماً، ونسبة 22.2% كانت ما بين الخامسة والأربعين والرابعة والستين، ونسبة 14.6% كانت ضمن فئة الخامسة والستين عاماً فما فوق. وتوزع التركيب الجنسي للسكان بنسبة 48.2% ذكور و51.8% إناث.

## المناخ
يظهر الجدول التالي التغييرات المناخية على مدار السنة لميكمينفيل:
| البيانات المناخية لـميكمينفيل                   | البيانات المناخية لـميكمينفيل | البيانات المناخية لـميكمينفيل | البيانات المناخية لـميكمينفيل | البيانات المناخية لـميكمينفيل | البيانات المناخية لـميكمينفيل | البيانات المناخية لـميكمينفيل | البيانات المناخية لـميكمينفيل | البيانات المناخية لـميكمينفيل | البيانات المناخية لـميكمينفيل | البيانات المناخية لـميكمينفيل | البيانات المناخية لـميكمينفيل | البيانات المناخية لـميكمينفيل | البيانات المناخية لـميكمينفيل |
| الشهر                                           | يناير                         | فبراير                        | مارس                          | أبريل                         | مايو                          | يونيو                         | يوليو                         | أغسطس                         | سبتمبر                        | أكتوبر                        | نوفمبر                        | ديسمبر                        | المعدل السنوي                 |
| ----------------------------------------------- | ----------------------------- | ----------------------------- | ----------------------------- | ----------------------------- | ----------------------------- | ----------------------------- | ----------------------------- | ----------------------------- | ----------------------------- | ----------------------------- | ----------------------------- | ----------------------------- | ----------------------------- |
| الدرجة القصوى °ف (°م)                           | 69 (21)                       | 72 (22)                       | 87 (31)                       | 99 (37)                       | 100 (38)                      | 110 (43)                      | 110 (43)                      | 108 (42)                      | 106 (41)                      | 95 (35)                       | 75 (24)                       | 72 (22)                       | 110 (43)                      |
| متوسط درجة الحرارة الكبرى °ف (°م)               | 47.7 (8.7)                    | 50.7 (10.4)                   | 56.0 (13.3)                   | 60.9 (16.1)                   | 67.6 (19.8)                   | 72.8 (22.7)                   | 81.4 (27.4)                   | 82.3 (27.9)                   | 76.2 (24.6)                   | 62.7 (17.1)                   | 52.0 (11.1)                   | 45.7 (7.6)                    | 63.1 (17.3)                   |
| متوسط درجة الحرارة الصغرى °ف (°م)               | 33.9 (1.1)                    | 34.7 (1.5)                    | 37.1 (2.8)                    | 39.3 (4.1)                    | 43.2 (6.2)                    | 47.0 (8.3)                    | 50.8 (10.4)                   | 50.5 (10.3)                   | 47.1 (8.4)                    | 41.1 (5.1)                    | 38.1 (3.4)                    | 33.8 (1.0)                    | 41.4 (5.2)                    |
| أدنى درجة حرارة °ف (°م)                         | −7 (−22)                      | 1 (−17)                       | 14 (−10)                      | 24 (−4)                       | 24 (−4)                       | 31 (−1)                       | 34 (1)                        | 30 (−1)                       | 25 (−4)                       | 20 (−7)                       | 9 (−13)                       | −5 (−21)                      | −7 (−22)                      |
| الهطول إنش (مم)                                 | 6.10 (155)                    | 4.44 (113)                    | 4.03 (102)                    | 2.91 (74)                     | 2.24 (57)                     | 1.53 (39)                     | 0.50 (13)                     | 0.58 (15)                     | 1.38 (35)                     | 3.15 (80)                     | 6.79 (172)                    | 6.09 (155)                    | 39.74 (1٬010)                 |
| متوسط أيام هطول الأمطار                         | 18                            | 16                            | 16                            | 13                            | 10                            | 7                             | 2                             | 3                             | 6                             | 11                            | 17                            | 19                            | 138                           |
| المصدر: NWS, Weatherbase for precipitation days |                               |                               |                               |                               |                               |                               |                               |                               |                               |                               |                               |                               |                               |

## أعلام
- غاري ستيفنز
- تشارلي سيتون
- شيلدون روبرتس
- ترافيس ويب
- جوني هنتلي
- ويل فنتون
- تروي كالهون